# Mike Evans (fútbol americano)
Michael Lynn Evans (Galveston, Texas, 21 de agosto de 1993) conocido como Mike Evans, es un jugador profesional estadounidense de fútbol americano que se desempeña en la posición de wide receiver en Tampa Bay Buccaneers, equipo de la National Football League (NFL).

## Carrera
Fue seleccionado en la primera ronda en la Reunión Anual de Selección de Jugadores de la NFL de 2014. Hizo su debut profesional con el equipo Tampa Bay Buccaneers, donde lleva jugando diez temporadas.